# Dörfles bei Coburg
Dörfles bei Coburg (amtlich Dörfles b.Coburg) ist ein Ortsteil der oberfränkischen Gemeinde Dörfles-Esbach im Landkreis Coburg.

## Geographie
Etwa vier Kilometer nordöstlich von Coburg liegt der Nachbarort Dörfles. Er befindet sich auf einem Lehmrücken, nördlich des Itztales. Im Westen ist Dörfles unter anderem durch ein Gewerbegebiet mit dem Coburger Stadtteil Cortendorf verbunden, im Norden geht die Bebauung in den Nachbarort Esbach über. Dörfles wird in West-Ost-Richtung von der Bahnstrecke Coburg–Sonneberg–Ernstthal am Rennsteig und der Kreisstraße CO 29 gequert, von der eine Gemeindeverbindungsstraße nach Unterlauter abzweigt. Der Ort hat Siedlungscharakter, es gibt kaum alte Bausubstanz.

## Geschichte
Dörfles wurde 1317 erstmals im Urbarium, einer Auflistung von Besitzungen der Henneberger beim Erwerb der Neuen Herrschaft, urkundlich als „dorfelin“ erwähnt. Es war ursprünglich ein Außengut des Reichsguts Lauter. Später wurde der Ort ein selbständiges Rittergut mit einem Herrensitz, das später aufgeteilt wurde. Ein Ober- und ein Unterhof entstand. Die Flur Dörfles umfasste 150 Hektar und war Lehen des Klosters Saalfeld, der Pfarrei Lauter sowie des Landesherrn. Dörfles gehörte zum Kirchspiel Unterlauter und zur Zent Lauter sowie zum Amt Coburg.
Lehensherren waren die von Heßberg, die von Bach und die Coburger Bürgerfamilie Esbacher. Ab dem 16. Jahrhundert kamen die Lehensherren vor allem aus Coburg, wo sie im Dienst des herzoglichen Hofes waren oder in der Stadt oft Rats- und Bürgermeisterstellen besetzten.
Vor dem Dreißigjährigen Krieg hatte der Ort 32 Einwohner. Nach dem Krieg waren von fünf Höfen und zwei Sölden noch zwei Gutshöfe bewohnt. 1783 gab es in Dörfles 52 Einwohner und 12 Wohnhäuser. 1871 waren es 16 Häuser, die von 135 Einwohnern bewohnt wurden.
1850 wurde das Gut Neudörfles mit 65 Hektar eingemeindet und 1976 Coburg zugeschlagen.
Die Dörfleser gingen viele Jahrhunderte nach Unterlauter zur Kirche und in die Schule. 1899 erhielt der Ort eine eigene Schule, ein Backsteinbau der 1906 für eine zweite Klasse aufgestockt wurde. Ein zwölfklassiger Schulhausneubau entstand 1963/64. In das alte Schulhaus zog 1968 die Gemeindeverwaltung.

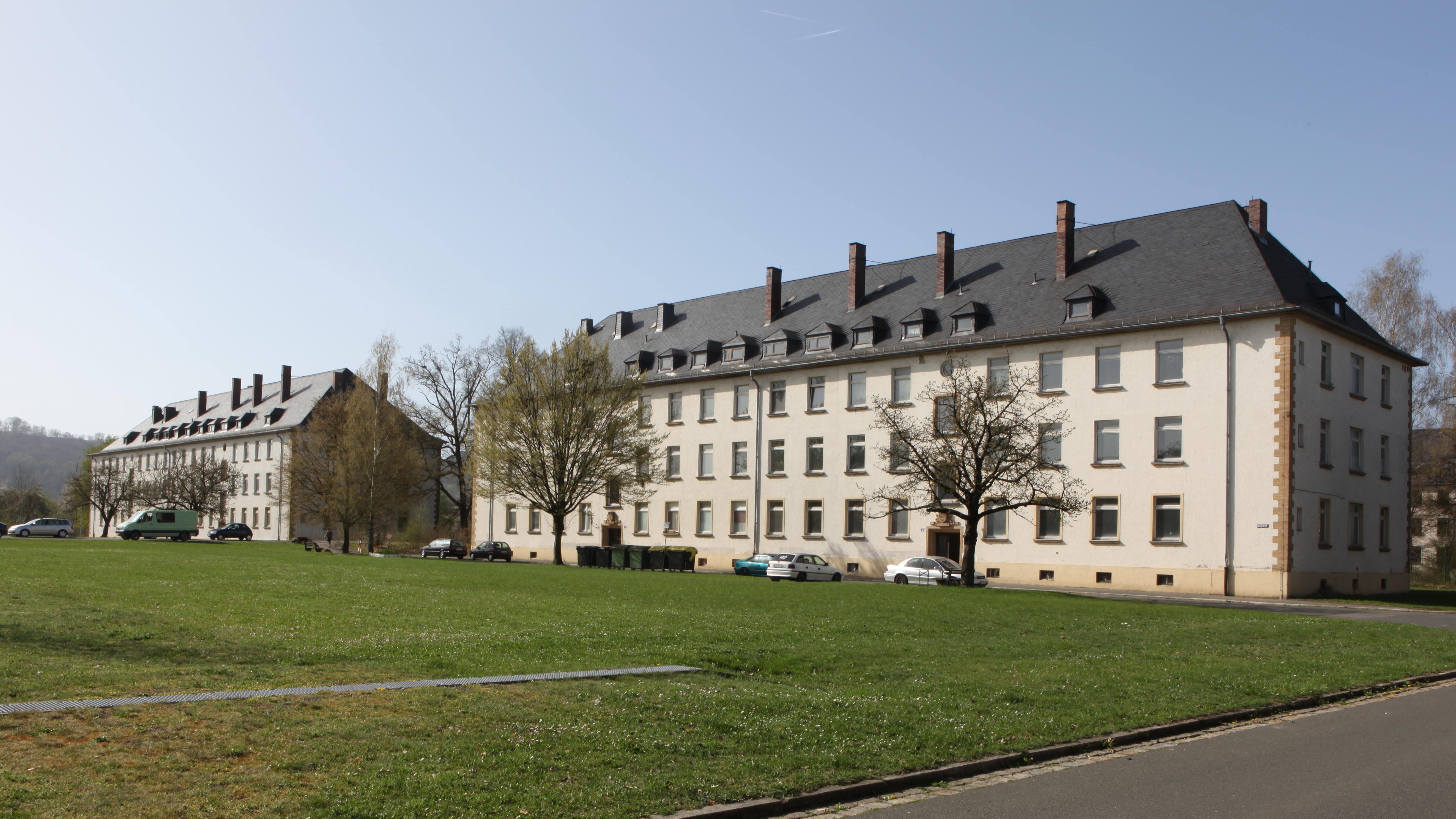
Passchendaele-Kaserne

Im Ersten Weltkrieg fielen sechs Dörfleser Soldaten. Bei der Reichstagswahl im Juli 1932 erhielten die SPD 165, die NSDAP 82 und die KPD 31 Stimmen. Zwischen 1935 und 1938 wurden auf Dörfleser Flur die Hindenburg-Kaserne und die benachbarte Passchendaele-Kaserne errichtet, wobei das Areal der westlichen Hindenburg-Kaserne 1937 nach Coburg eingemeindet wurde.
Die US-amerikanischen Truppen rückten am 10. April 1945 gegen 11 Uhr in Dörfles ein. Ab 1946 wurden Flüchtlinge und Heimatvertriebene in der Passchendaele-Kaserne untergebracht. 1949 folgte der Umbau der Mannschafts- und Wirtschaftsgebäude zu 228 Behelfswohnungen mit 1200 Bewohnern. 1946 entstand an der Blockstelle Dörfles der Bahnstrecke Coburg-Sonneberg ein Haltepunkt. 1949 wurde die Coburger Kartonagenfabrik als bedeutender Industriebetrieb gegründet.
1957 trat die Gemeinde dem Zweckverband für die Wasserversorgung der Lautergrundgemeinden bei. Die Ringwasserversorgung wurde 1965 eingeweiht. Nach dem Bau der beiden Kirchen Anfang der 1960er Jahre entstand Ende des Jahrzehnts ein gemeindlicher Friedhof.
Am 30. Juli 1970 stimmten die Gemeinderäte für die Zusammenlegung mit Esbach zum 1. Januar 1971.

## Einwohnerentwicklung
| Jahr | Einwohnerzahl |
| ---- | ------------- |
| 1783 | 52            |
| 1871 | 135           |
| 1910 | 409           |
| 1933 | 543           |
| 1946 | 650           |
| 1960 | 2270          |
| 1971 | 2350          |
| 2004 | 2430          |

## Sehenswürdigkeiten
Die evangelisch-lutherische Pfarrkirche Zum Guten Hirten entstand 1962/63 nach Plänen des Architekten Wolfgang Gsänger. Der Bildhauer Reinhart Fuchs aus Petersgmünd schuf den Altar, die Kanzel und den Taufstein. Das Geläut hat fünf Glocken.
Die katholische Filialkirche Christkönig wurde 1963/64 nach Plänen des Coburger Architekten Josef Rauschen errichtet. Die Weihe erfolgte am 29. November 1964. Das Kirchenschiff hat einen quadratischen Grundriss mit 17,6 Meter Kantenlänge und ein zeltförmiges Dach sowie einen frei stehenden Glockenturm. Der Innenraum ist mit Werken des Kronacher Bildhauers Heinrich Schreiber gestaltet.